# Siège de Péronne (1871)
Pour les articles homonymes, voir Siège de Péronne.
Guerre franco-prussienne de 1870
Le siège de Péronne de 1871 est une opération militaire qui opposa l'armée française à l'armée prussienne au cours de la Guerre franco-allemande de 1870. Il dura du 27 décembre 1870 au 10 janvier 1871.

## Contexte historique
Depuis le 19 juillet 1870, date du début de la guerre, l'armée française subissait une série de défaites qui aboutirent à la capitulation de l'empereur Napoléon III à Sedan, le 2 septembre 1870. La république fut proclamée le 4 septembre et le Gouvernement de la Défense nationale décida de continuer la guerre pensant parvenir à rétablir la situation. Le 17 septembre, le siège de Paris débuta. Léon Gambetta, réfugié à Tours réorganisa les armées. L'Armée du Nord fut créée le 18 novembre 1870 et le 5 décembre le général Faidherbe était nommé à sa tête. 
Après la bataille de Villers-Bretonneux, le 27 novembre 1870 et la prise d'Amiens par les Prussiens, de la Bataille de l'Hallue du 23 décembre 1870, le général Faidherbe, pressé par l'ennemi, fit retraite vers le nord, sur Arras et Douai. Le 27 décembre, il arrêta son mouvement protégé en avant par le cours de la Scarpe. 
C'est alors que le général von Goeben commandant le VIIIe corps d'armée prussien décida de porter son attaque sur Péronne, dernière place forte aux mains des Français en Haute-Somme Péronne fut investi et, le 28 décembre et l'ennemi commença le bombardement de la place (à l'ouest, Abbeville resta tenue par les troupes françaises jusqu'à l'armistice).

## Forces en présences
- Les Prussiens : onze bataillons, seize escadrons et dix batteries, 38 pièces d’artillerie de campagne.
- Les Français : la garnison de Péronne était composée de 3 500 hommes commandés par le chef d'escadron Garnier, elle disposait de batteries d'artillerie[3].

## Bataille de Bapaume
Le 27 décembre, les Prussiens investirent la ville. Dès le 28 décembre et pendant trois jours, les Prussiens bombardèrent la ville, détruisant de nombreuses habitations.
Pour tenter de dégager Péronne de l'emprise prussienne, le général Faidherbe fit mouvement vers Bapaume. Les Français livrèrent bataille le 3 janvier 1871 sans réellement emporter la décision. Certes les Prussiens évacuèrent Bapaume, mais Faidherbe dont les troupes étaient épuisées ordonna le repli sur Arras.

## Capitulation de la garnison de Péronne
Le 29 décembre 1870, un obus prussien tua, sur les remparts de la ville, le marin Delpas et blessa quatre autres canonniers de la pièce de marine installée près du moulin Damay. 
Les bombardements reprirent les 6, 7, 8 et 9 janvier 1871. 2 000 obus, en moyenne, tombaient chaque jour sur la ville détruisant près de 800 maisons totalement ou partiellement, une vingtaine seulement restèrent intactes. De plus les conditions sanitaires étaient considérablement dégradées pour la population civile. La variole sévissait. Néanmoins, bien que la ville fut en grande partie détruite, la garnison était quasiment intacte. Cependant, les souffrances endurées par la population avaient miné sa volonté de résistance. De plus, le 8 janvier, les Prussiens reçurent un important ravitaillement de munitions.
Le 9 janvier 1871, le général de Barnekow proposa à la garnison de Péronne de capituler à des « conditions honorables ». Le conseil de défense décida alors, à la majorité, d'accepter les conditions prussiennes et de capituler.
Cette capitulation mécontenta fortement le général Faidherbe car, si la ville de Péronne et ses habitants avaient souffert, l'ennemi n'avait pas donné l'assaut et la garnison était toujours en état de combattre selon lui.

## Conséquences
La capitulation de Péronne eut pour conséquence la disparition de tout foyer de résistance française sur la Somme. L'Armée du Nord affaiblie, se prépara dès lors à livrer la Bataille de Saint-Quentin qui se déroula le 19 janvier 1871.
Le commandant Garnier échappa au Conseil de guerre dont le menaçait le général Faidherbe mais fut blâmé par le conseil d'enquête présidé par le maréchal Baraguay d'Hilliers réunit le 7 mai 1872.

## Lieu de mémoire
Le 18 juillet 1909 eut lieu, à Péronne, l'inauguration du Monument à Jean Delpas, ou Monument à la Défense de Péronne de 1870. Un parchemin signé du commandant Garnier fut placé dans un petit cercueil de cuivre qui renfermait les cendres du marin Delpas qui fut scellé dans le monument conçu l'architecte Raymond Castex. En 1917, la statue en bronze du marin, le fusil à la main qui était une copie de l'une des statues du monument au général Chanzy au Mans, fut retirée par les Allemands et envoyée à la fonte. L'inscription gravée sur le piédestal fut effacée : 

« Au marin Delpas fusilier marin du dépôt de Brest, né à Lugan (Tarn) le 19 avril 1849. Tué sur le canon le 29 décembre 1870 / Ce monument a été érigé par les soins du Souvenir français et de la ville de Péronne, le 18 juillet 1909 / sur le mur du fond : DEFENSE DE PERONNE 1870-1871 »

En 1932 : la municipalité de Péronne confia à Albert Roze la réalisation d'une nouvelle statue en pierre ce qui fut fait en août 1933. Le marin Delpas est représenté frappé au cœur, s’appuyant sur un canon.